# Association des villes Art déco
L’association des villes Art déco a été fondée le 8 novembre 2007 par les villes de Reims et Saint-Quentin. Ces deux villes ont un riche patrimoine architectural de style Art déco.
L’association de mise en valeur de Architecture Art déco à Reims et de Architecture Art déco à Saint-Quentin.